# 邁向輝煌
邁向輝煌，是日本純種競賽馬匹。生涯活躍於中長途賽事，曾勝出京都紀念、日經賞及日經新春盃等二級賽。

## 出賽前
2007年2月16日出生於北海道安平町北部牧場，成長途中於一口馬主俱樂部Carrot Farm Co. Ltd.進行馬主募集。
其後交由栗東訓練中心練馬師池江泰郎訓練。

## 競賽生涯

### 3歲
2010年3月14日出戰阪神競馬場3歲新馬戰，保持於中團位置推進下於直路爆發速度超越前方賽駒取得首勝。
其後出戰3歲500萬獎金以下條件戰，再度發揮自身優秀的速度下於直路不斷加速，最終以1/2馬位優勢成功取勝。
5月1日出戰青葉賞，本次比賽繼續採用居中的姿態展開前半段賽事，進入直路雖然能逐步加速上前，但無法迫近前方的飛毛駒下被對手彈離4馬位取得第二。
憑借青葉賞中取得的優先出賽權，其順利出戰東京優駿（日本打吡），然而採用先行戰術下於直路逐漸失速後退，最終僅跑獲第七的戰績。
稍為休整過後於7月出戰日經電台賞，雖然於對面直路後段開始變奏上前至第二的位置，但於進入直路後再度轉趨力弱被其他賽駒超越，最終以第五落敗。
進入秋季，其以公開賽愛爾蘭盃作為起動戰，雖然於其中敗於東瀛佐敦取得亞軍，但於其後的仙后座錦標隨即重整姿態成功奪冠。
11月21日縮程出戰一哩冠軍賽，採用後上戰術下於直路未能盡數展現出爆發力，最終以第七的名次完成。
12月初重返重返中距離戰線並以中日新聞盃作為目標，賽前取得第一人氣。比賽開始後，其選擇於約莫第八左右的位置展開推進，但於進入對面直路後再度採用日經電台賞時候的變奏戰術，於外檔爬升之下在入彎的時候經已上前。進入直路後，其仍然保持衝刺的姿態逐步蠶食前方僅餘的對手，最終在最後關頭將領放馬Cosmo Phantom趕過取得首個分級賽冠軍。
2星期後出戰挑戰有馬紀念，但因於一級賽中的平淡表現及緊湊的賽程僅獲第十四人氣。比賽開始後，其選擇與之前不同的前置戰術，於出閘後隨即搶佔位置並保持於約莫第三推進。進入直路後，其於中檔位置開始加速出頭，最終僅敗於前方的比薩勝駒及外檔後上的迷人景致，以爆冷的姿態跑獲一席第三。

### 4歲
2011年首戰選擇為京都紀念，本次比賽再度採用先行戰術保持於第三、四的前方集團之中，並於直路上發揮優秀的反應進行衝刺，最終得以壓制處於同樣位置的萬千寵愛及後方來襲的名將巨鯨再度取得分級賽冠軍，亦為2月下旬即將退休的練馬師池江泰郎帶來最後一個分級賽頭銜。

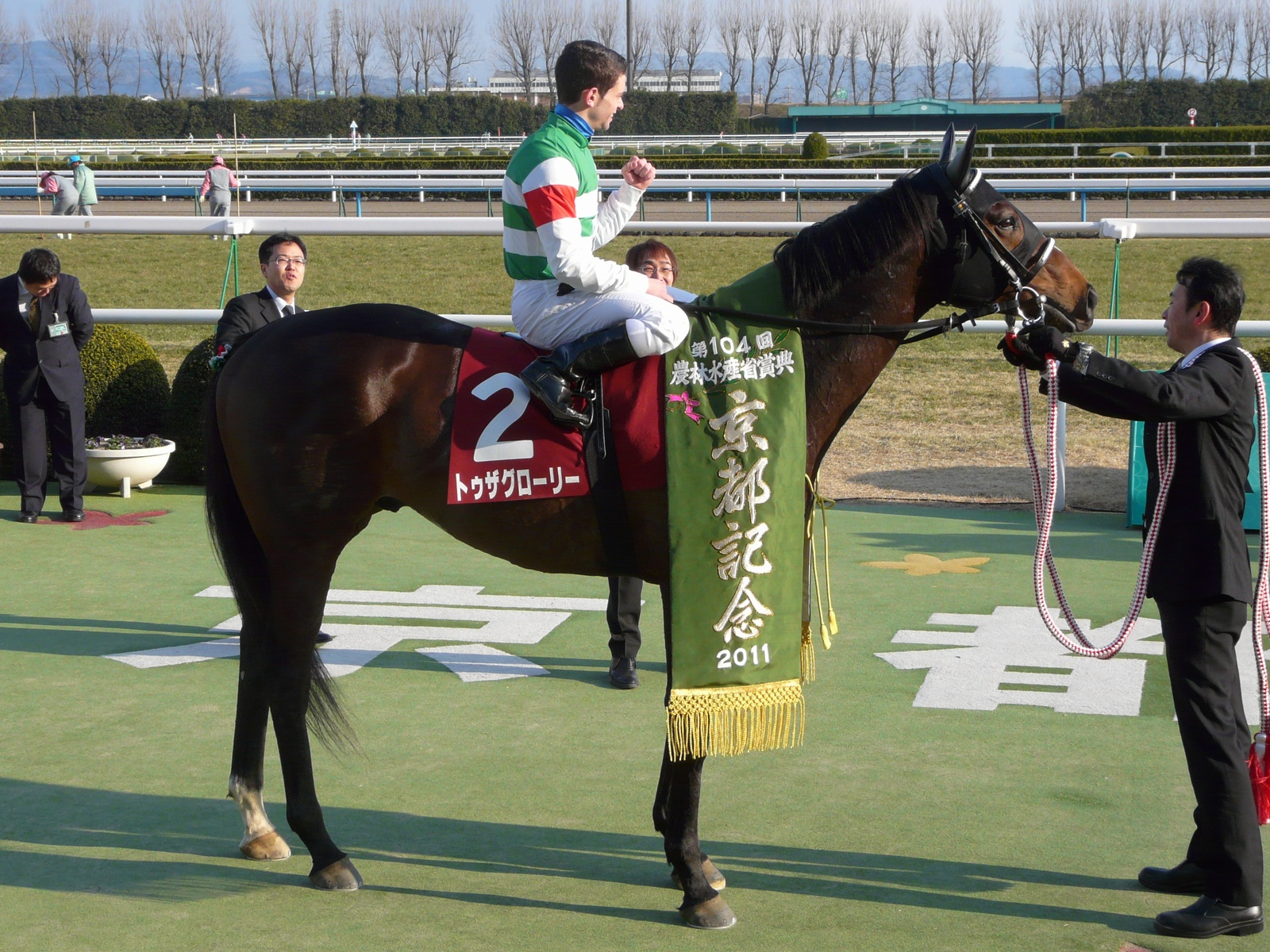
京都紀念頒獎儀式

2月末，由於練馬師池江泰郎到達退休年齡，邁向輝煌被轉往其兒子池江泰壽之馬房。
4月2日出戰轉廄後的首戰日經賞，比賽初段選擇保持於第三左右的位置下最後彎道成功，亦能望空準備衝刺。進入直路後，其迅速啟動加速有所由所在位置衝出，最終以優秀末腳速度彈離開對手下以2 1/2馬位大勝。

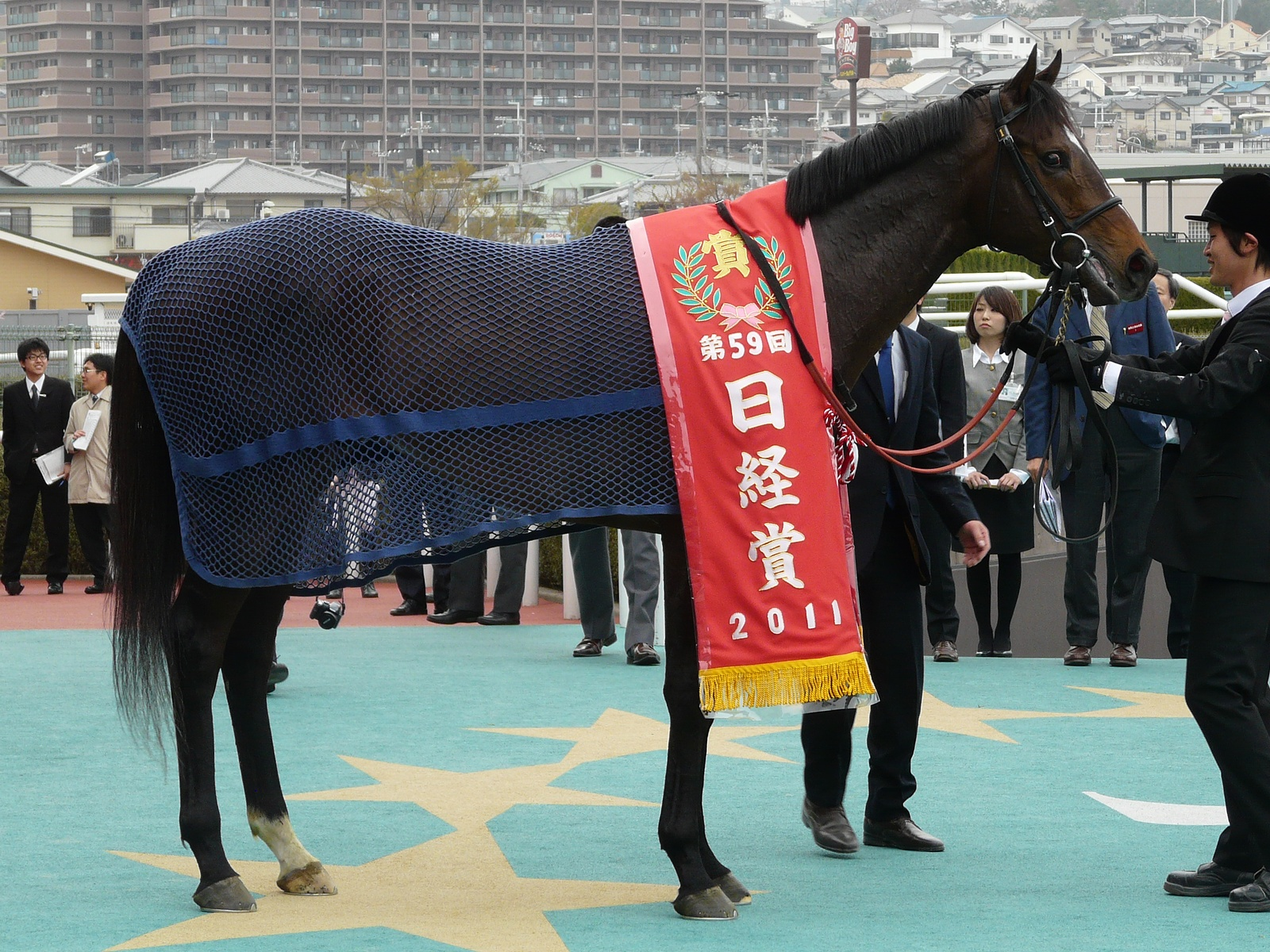
日經賞頒獎儀式

然而春季餘下賽事未能保持勢頭，於春季天皇賞中雖然為第一人氣大熱，但最終以第十三大敗，6月出戰寶塚紀念亦獲得第十三。
進入秋季後，其於首戰秋季天皇賞未能發揮實力，直路加速表現欠佳下僅跑獲第五，其後於日本盃中再度以第十一的兩位數名次落敗。
12月出戰有馬紀念，本次比賽其選擇於第八左右的中團位置展開推進，於進入第三彎道前稍為放緩，通過第四彎道時才重新加速。進入直路後，其於外檔位置開始加速緊咬前方的對手，最終表現不俗下敗於黃金巨匠及榮進閃耀，連續第二年取得季軍的戰績。

### 5歲
進入2012年，其以日經新春盃作為首戰，比賽初段採用中團戰術下一直留守有利位置，於直路猛烈追擊之下不但成功超越前方勢頭減弱的野田詩韻，更於其後繼續帶離對手，最終成功以1 1/4馬位優勢取得第四個分級賽冠軍。

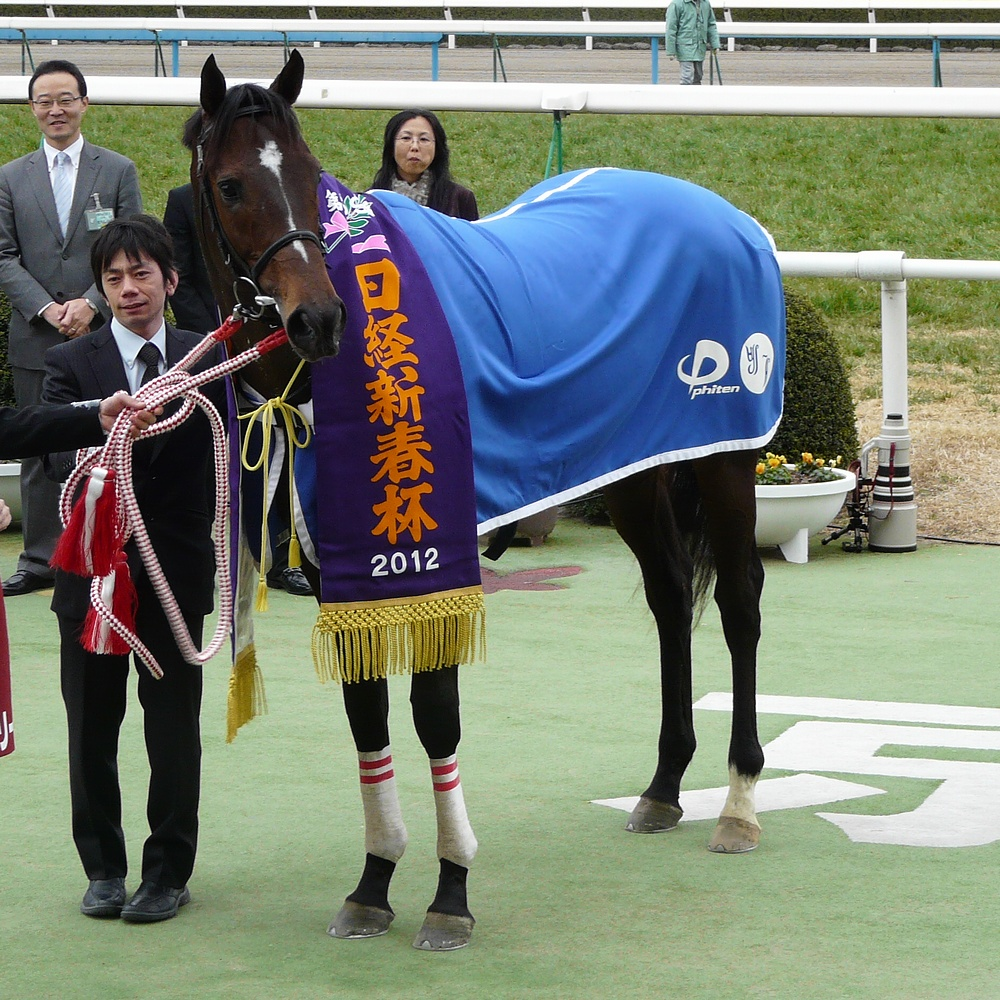
日經新春盃頒獎儀式

而此時陣營有見邁向輝煌於哩半賽事的能力，隨即接受阿聯酋方面有關杜拜司馬經典賽的邀請，並安排其角逐中山紀念作為熱身。
2月26日按照計劃出戰中山紀念，然而保持於後方位置等待時機下於直路完全未能衝出，最終以尾二第十大敗。
由於中山紀念的大敗以及賽後邁向勝利表現出明顯的疲態，陣營決定避戰早前接受邀請的杜拜司馬經典賽並安排其放草休養。
放草完畢後以6月的鳴尾紀念作為復出，賽前獲得第二人氣。比賽開始後，順利出閘的邁向輝煌隨即進佔前方位置，並一直保持於領放馬Ike Top Gun後方的位置推進。進入直路後，其趁對手失速的時候開始加速，取代其成為領頭馬後勢頭仍未減弱，最終得以抵擋來襲的湘南聲威下以1/2馬位取得勝利。

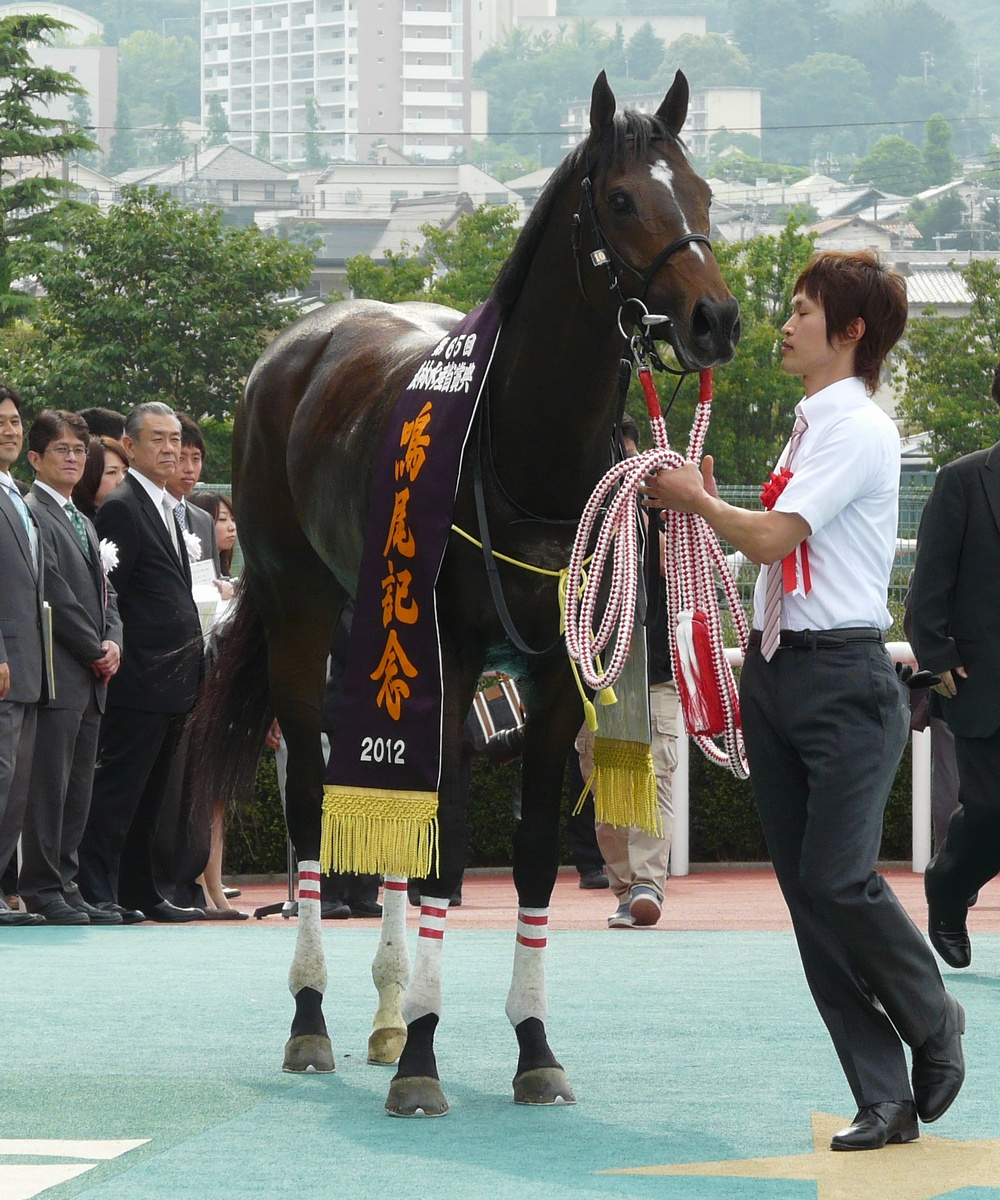
鳴尾紀念頒獎儀式

但其後出戰寶塚紀念以第十二大敗，秋季出戰秋季天皇賞、日本盃泥地大賽及有馬紀念三場賽事亦未能跑出優秀戰績。

### 6歲
2013年春季處於長期休養狀態，僅於秋季出戰四場賽事，除了金鯱賞一場稍有表現獲得第四外，其餘賽事均未能取得入板的戰績。

### 7歲
2014年其仍然現役，但仍然未能取得任何勝利甚至三甲不入。
12月出戰金鯱賞以尾二第十六完賽後，陣營認為其經已不適合繼續出戰，遂安排其退役並取消日本中央競馬會的賽駒註冊。

### 詳細賽績
| 日期       | 舉辦國家 | 馬場 | 距離    | 級別 | 賽事名稱         | 負重 | 騎師     | 馬號 | 出馬 | 名次 | 時間   | 頭馬（二馬）      |
| ---------- | -------- | ---- | ------- | ---- | ---------------- | ---- | -------- | ---- | ---- | ---- | ------ | ----------------- |
| 14/3/2010  | 日本     | 阪神 | 草1600  |      | 3歲新馬          | 56   | 武豐     | 2    | 16   | 1    | 1:37.0 | （Danon Get Win） |
| 4/4/2010   | 日本     | 阪神 | 草2200  |      | 3歲500萬獎金以下 | 56   | 福永祐一 | 1    | 8    | 1    | 2:14.9 | （I Want You）    |
| 1/5/2010   | 日本     | 東京 | 草2400  | GII  | 青葉賞           | 56   | 内田博幸 | 5    | 18   | 2    | 2:25.0 | 飛毛駒            |
| 30/5/2010  | 日本     | 東京 | 草2400  | GI   | 東京優駿         | 57   | 戶崎圭太 | 17   | 17   | 7    | 2:27.4 | 榮進閃耀          |
| 4/7/2010   | 日本     | 福島 | 草1800  | GIII | 日經電台賞       | 56   | 内田博幸 | 9    | 16   | 5    | 1:47.5 | Aroma Cafe        |
| 16/10/2010 | 日本     | 東京 | 草2000  | OP   | 愛爾蘭盃         | 53   | 武豐     | 3    | 14   | 2    | 1:59.3 | 東瀛佐敦          |
| 31/10/2010 | 日本     | 京都 | 草1800  | OP   | 仙后座錦標       | 53   | 池添謙一 | 8    | 11   | 1    | 1:47.8 | （奈村新月）      |
| 21/11/2010 | 日本     | 京都 | 草1600  | GI   | 一哩冠軍賽       | 56   | 杜滿萊   | 9    | 18   | 7    | 1:32.3 | 榮進快蹄          |
| 11/12/2010 | 日本     | 小倉 | 草2000  | GIII | 中日新聞盃       | 55   | 杜滿萊   | 1    | 18   | 1    | 1:58.7 | （Cosmo Phantom） |
| 26/12/2010 | 日本     | 中山 | 草2500  | GI   | 有馬紀念         | 55   | 韋紀力   | 11   | 15   | 3    | 2:32.6 | 比薩勝駒          |
| 23/2/2011  | 日本     | 京都 | 草2200  | GII  | 京都紀念         | 56   | 李寶利   | 2    | 12   | 1    | 2:13.9 | （名將巨鯨）      |
| 2/4/2011   | 日本     | 阪神 | 草2400  | GII  | 日經賞           | 58   | 福永祐一 | 1    | 10   | 1    | 2:25.4 | （飛毛駒）        |
| 1/5/2011   | 日本     | 京都 | 草3200  | GI   | 春季天皇賞       | 58   | 四位洋文 | 9    | 18   | 13   | 3:22.3 | 萬千寵愛          |
| 26/6/2011  | 日本     | 阪神 | 草2200  | GI   | 寶塚紀念         | 58   | 福永祐一 | 14   | 16   | 13   | 2:11.8 | 熱誠真摯          |
| 30/10/2011 | 日本     | 東京 | 草2000  | GI   | 秋季天皇賞       | 58   | 福永祐一 | 17   | 18   | 5    | 1:56.7 | 東瀛佐敦          |
| 27/11/2011 | 日本     | 東京 | 草2400  | GI   | 日本盃           | 57   | 福永祐一 | 6    | 16   | 11   | 2:25.0 | 迷人景致          |
| 25/12/2011 | 日本     | 中山 | 草2500  | GI   | 有馬紀念         | 57   | 福永祐一 | 7    | 13   | 3    | 2:36.1 | 黃金巨匠          |
| 15/1/2012  | 日本     | 京都 | 草2400  | GII  | 日經新春盃       | 58.5 | 福永祐一 | 3    | 12   | 1    | 2:23.7 | （野田詩韻）      |
| 26/2/2012  | 日本     | 中山 | 草1800  | GII  | 中山紀念         | 57   | 福永祐一 | 11   | 11   | 10   | 1:48.8 | 聯邦之威          |
| 2/6/2012   | 日本     | 阪神 | 草2000  | GIII | 鳴尾紀念         | 57   | 福永祐一 | 10   | 10   | 1    | 2:00.1 | （湘南聲威）      |
| 24/6/2012  | 日本     | 阪神 | 草2200  | GI   | 寶塚紀念         | 58   | 福永祐一 | 15   | 16   | 12   | 2:14.7 | 黃金巨匠          |
| 28/10/2012 | 日本     | 東京 | 草2000  | GI   | 秋季天皇賞       | 58   | 岩田康誠 | 18   | 18   | 18   | 2:00.4 | 榮進閃耀          |
| 2/12/2012  | 日本     | 阪神 | 泥1800m | GI   | 日本盃泥地大賽   | 57   | 韋紀力   | 5    | 16   | 12   | 1:50.5 | 大和熱驥          |
| 23/12/2012 | 日本     | 中山 | 草2500  | GI   | 有馬紀念         | 57   | 蛯名正義 | 11   | 16   | 16   | 2:36.1 | 黃金船            |
| 6/10/2013  | 日本     | 京都 | 草2400  | GII  | 京都大賞典       | 56   | 池添謙一 | 9    | 13   | 6    | 2:23.3 | 達標              |
| 27/10/2013 | 日本     | 東京 | 草2000  | GI   | 秋季天皇賞       | 58   | 池添謙一 | 4    | 17   | 12   | 1:59.8 | 一路通            |
| 30/11/2013 | 日本     | 中京 | 草2000  | GII  | 金鯱賞           | 56   | 北村友一 | 12   | 14   | 4    | 2:00.4 | 機伶迷宮          |
| 22/12/2013 | 日本     | 中山 | 草2500  | GI   | 有馬紀念         | 57   | 李慕華   | 13   | 16   | 8    | 2:34.7 | 黃金巨匠          |
| 26/1/2014  | 日本     | 中山 | 草2200  | GII  | 美國賽馬會盃     | 56   | 李慕華   | 12   | 16   | 13   | 2:15.1 | 綠油油            |
| 16/2/2014  | 日本     | 京都 | 草2200  | GII  | 京都紀念         | 56   | 貝利     | 12   | 12   | 8    | 2:16.8 | Desperado         |
| 7/6/2014   | 日本     | 阪神 | 草2000  | GIII | 鳴尾紀念         | 56   | 韋紀力   | 4    | 12   | 12   | 2:05.3 | Air Saumur        |
| 14/10/2014 | 日本     | 京都 | 草2400  | GII  | 京都大賞典       | 56   | 福永祐一 | 11   | 12   | 5    | 2:24.6 | 最後震撼          |
| 6/12/2014  | 日本     | 中京 | 草2000  | GII  | 金鯱賞           | 56   | 布宜學   | 3    | 17   | 16   | 2:01.9 | 最後震撼          |

## 退役後
退役後，邁向輝煌成為了配種馬，於北海道浦河町East Stud休養，在2015年進行配種。首批子嗣於2016年出生。首批子嗣可於2018年出賽。2021年2月7日，空手道在東京新聞盃取勝，成為首匹取得分級賽勝利的子嗣。
2022年1月30日，其被轉移至北海道新日高町田中春美牧場，於本年度繼續進行配種。

### 主要子嗣

#### 分級賽優勝子嗣
2016年生
- Gempachi Lucifer（子犬座錦標）
- 空手道（東京新聞盃、新潟紀念、新潟大賞典）

## 血統簡介
父系夏威夷王爲日本賽駒，生涯戰績極爲優秀，僅得一戰未能獲勝，曾勝出一級賽NHK一哩賽及東京優駿（日本打吡），爲日本史上首匹贏得變則二冠的賽駒。祖父金滿寶爲美國生產的法國賽駒，曾三勝一級賽，亦爲近代著名種馬之一。
母系快得勝為日本賽駒，生涯戰績優秀，曾勝出一級賽女皇伊利沙伯二世盃，亦於杜拜世界盃跑獲亞軍。外祖父週日寧靜是美國三冠賽雙冠馬，退役後在日本配種，在日本馬壇相當成功，贏得多項分級賽事，其子嗣贏得巨額獎金，連續12年成為日本冠軍種馬。

### 血統表
| 父線：金滿寶系（淘金者系）                   |                           |              |                 |
| 種馬 夏威夷王 2001年（棗色）                 | 金滿寶 1990年（棗色）     | 淘金者       | Raise a Native  |
| 種馬 夏威夷王 2001年（棗色）                 | 金滿寶 1990年（棗色）     | 淘金者       | Gold Digger     |
| 種馬 夏威夷王 2001年（棗色）                 | 金滿寶 1990年（棗色）     | Miesque      | 雷利耶夫        |
| 種馬 夏威夷王 2001年（棗色）                 | 金滿寶 1990年（棗色）     | Miesque      | Pasadoble       |
| 種馬 夏威夷王 2001年（棗色）                 | Manfath 1991年（深棗色）  | 最後大官     | Try My Best     |
| 種馬 夏威夷王 2001年（棗色）                 | Manfath 1991年（深棗色）  | 最後大官     | Mill Princess   |
| 種馬 夏威夷王 2001年（棗色）                 | Manfath 1991年（深棗色）  | Pilot Bird   | Blakeney        |
| 種馬 夏威夷王 2001年（棗色）                 | Manfath 1991年（深棗色）  | Pilot Bird   | The Dancer      |
| 繁殖雌馬 快得勝 1996年（棗色）               | 週日寧靜 1986年（棕色）   | Halo         | Hail to Reason  |
| 繁殖雌馬 快得勝 1996年（棗色）               | 週日寧靜 1986年（棕色）   | Halo         | Cosmah          |
| 繁殖雌馬 快得勝 1996年（棗色）               | 週日寧靜 1986年（棕色）   | Wishing Well | Understanding   |
| 繁殖雌馬 快得勝 1996年（棗色）               | 週日寧靜 1986年（棕色）   | Wishing Well | Mountain Flower |
| 繁殖雌馬 快得勝 1996年（棗色）               | Fairy Doll 1991年（栗色） | 雷利耶夫     | 北地舞人        |
| 繁殖雌馬 快得勝 1996年（棗色）               | Fairy Doll 1991年（栗色） | 雷利耶夫     | Special         |
| 繁殖雌馬 快得勝 1996年（棗色）               | Fairy Doll 1991年（栗色） | Dream Doll   | Sharpen Up      |
| 繁殖雌馬 快得勝 1996年（棗色）               | Fairy Doll 1991年（栗色） | Dream Doll   | Likely Exchange |
| 雌系：Affection系（號族：9-f）               |                           |              |                 |
| 五代內近親交配：北地舞人 5×5×4、雷利耶夫 4×3 |                           |              |                 |

## 命名由來
名字To the Glory（トゥザグローリー）意思是「向着榮耀前進」，繼承自母系快得勝之名字，香港則取其意，翻譯为「邁向輝煌」。

## 外部連結
- 邁向輝煌 netkeiba.com （页面存档备份，存于）
- 血統表